# (357) Ninina
(357) Ninina ist ein Asteroid des äußeren Hauptgürtels, der am 11. Februar 1893 vom französischen Astronomen Auguste Charlois am Observatoire de Nice bei einer Helligkeit von 12,5 mag entdeckt wurde.
Ein Bezug dieses Namens zu einer Person oder einem Ereignis ist nicht bekannt. Die Benennung erfolgte 1903 durch den Entdecker.

## Wissenschaftliche Auswertung
Aus Ergebnissen der IRAS Minor Planet Survey (IMPS) wurden 1992 Angaben zu Durchmesser und Albedo für zahlreiche Asteroiden abgeleitet, darunter auch (357) Ninina, für die damals Werte von 106,1 km bzw. 0,05 erhalten wurden. Eine Auswertung von Beobachtungen durch das Projekt NEOWISE im nahen Infrarot führte 2011 zu vorläufigen Werten für den Durchmesser und die Albedo im sichtbaren Bereich von 98,1 km bzw. 0,06. Nachdem die Werte nach neuen Messungen mit NEOWISE 2012 auf 124,1 km bzw. 0,04 geändert worden waren, wurden sie 2014 auf 96,5 km bzw. 0,06 korrigiert. Nach der Reaktivierung von NEOWISE im Jahr 2013 und Registrierung neuer Daten wurden die Werte 2015 zunächst mit 122,0 km bzw. 0,03 angegeben und dann 2016 korrigiert zu 109,1 km bzw. 0,04, diese Angaben beinhalten aber alle hohe Unsicherheiten.
Eine spektroskopische Untersuchung von 820 Asteroiden zwischen November 1996 und September 2001 am La-Silla-Observatorium in Chile ergab für (357) Ninina eine taxonomische Klassifizierung als Caa- bzw. B-Typ.
Photometrische Messungen des Asteroiden fanden erstmals statt vom 13. Juli bis 11. August 2007 am Kingsgrove Observatory in Australien. Nachträglich konnte die aufgezeichnete Lichtkurve mit geringer Amplitude zu einer Rotationsperiode von 35,9 h ausgewertet werden. Dies war erst erfolgt, nachdem es vom 24. Juli bis 6. November 2013 am Blue Mountains Observatory (BMO) in New South Wales, Australien, neue Beobachtungen gegeben hatte, die zu einer Rotationsperiode von 36,0105 h ausgewertet wurden. Es wurden dabei auch mögliche Anzeichen einer Taumelbewegung des Asteroiden gefunden, was bei langsamen Rotatoren vorkommt.
Bei Asteroiden mit Rotationsperioden von ungefähr einem halb- oder ganzzahligen Erdtag kann an einem Observatorium oft nur eine unvollständige Lichtkurve aufgenommen werden, da in jeder Nacht immer wieder derselbe Teilabschnitt der Lichtkurve erfasst wird. Daher wurden in einer koordinierten Zusammenarbeit zwischen dem Organ Mesa Observatory in New Mexico, dem Balzaretto Observatory und dem Astronomischen Observatorium der Universität Siena in Italien sowie dem Blue Mountains Observatory vom 7. Dezember 2020 bis 13. Februar 2021 während 20 Nächten Daten aufgezeichnet, um eine möglichst vollständige Lichtkurve zu erhalten. Die Auswertung ergab eine Rotationsperiode von 35,983 h, der doppelte Wert konnte ausgeschlossen werden. Weitere Messungen erfolgten im gleichen Zeitraum im Rahmen einer Zusammenarbeit der Grupo de Observadores de Rotaciones de Asteroides (GORA) vom 10. Januar bis 3. März 2021 an zwei Observatorien in Argentinien und einem in Spanien, dabei wurde eine Rotationsperiode von 35,982 h abgeleitet.
Aus archivierten Daten des Asteroid Terrestrial-impact Last Alert System (ATLAS) aus dem Zeitraum 2015 bis 2018 konnte in einer Untersuchung von 2022 mit der Methode der konvexen Inversion eine Rotationsperiode von 36,03 h bestimmt werden. Um mehr Daten zur Berechnung eines dreidimensionalen Gestaltmodells des Asteroiden zu liefern, gab es vom 4. Mai bis 26. Juni 2023 erneut eine koordinierte Beobachtungskampagne unter Führung des Organ Mesa Observatory, an der sechs weitere Observatorien aus Italien teilnahmen, um während 18 Nächten eine vollständige Lichtkurve zu registrieren. Die Rotationsperiode wurde dabei zu 36,00 h bestimmt.
Aus den archivierten Lichtkurven der Beobachtungen von 2007 bis 2023 und zusätzlichen Daten des United States Naval Observatory (USNO) in Arizona konnte in einer Untersuchung von 2024 erstmals ein dreidimensionales Gestaltmodell für zwei alternative Rotationsachsen, eine mit prograder Rotation, die andere nahezu in der Ebene der Ekliptik gelegen, berechnet werden. Die sonstigen Daten präferierten davon die Lösung mit der prograden Rotation und einer Periode von 35,9840 h.
In einer Untersuchung von 2025 konnte durch thermophysikalische Modellierung ein Gestaltmodell von (357) Ninina für zwei verbesserte alternative Rotationsachsen und eine Periode von 35,9845 h berechnet werden. Für den effektiven Durchmesser wurde ein präferierter Wert von 104 ± 9 km und für die Albedo von 0,08 bestimmt. Die Bevorzugung eines der Modelle beruhte auf der Auswertung von vier Sternbedeckungen durch den Asteroiden vom 10. September 2017, 18. September 2018, 27. Februar 2020 und 28. Februar 2021. Hierbei ergab sich, dass im Gegensatz zu der früheren Beurteilung die nahe zur Ebene der Ekliptik gelegene Rotationsachse die richtige ist. Dabei konnte auch die Größe des Asteroiden noch genauer zu 97 ± 6 km bestimmt werden.